# ویکی‌پدیای کانارا
ویکی‌پدیای کانارا نسخه کانارا وب‌گاه ویکی‌پدیا است.  زبان کانارا تا ۲۸ اوت ۲۰۱۱ بابیش‌از ۱۰٬۹۰۰ مقاله در رده یکصدوسوم ویکی‌پدیاها قرار گرفته‌است.